# Problema de los dos cuerpos

Dos cuerpos orbitando alrededor de su centro de masas en órbitas elípticas.

Dos cuerpos con una pequeña diferencia de masa orbitando alrededor de su centro de masa, los tamaños dibujados son similares a los del sistema Plutón-Caronte.

En mecánica, el problema de los dos cuerpos  consiste en determinar el movimiento de dos partículas puntuales que solo interactúan entre sí. Los ejemplos comunes incluyen la Luna orbitando la Tierra y en ausencia del Sol, es decir aislados, un planeta orbitando una estrella, dos estrellas que giran en torno al centro de masas (estrella binaria), y un electrón orbitando en torno a un núcleo atómico. 
Como se explica más adelante, las leyes de Newton permiten reducir el problema de los dos cuerpos a un problema de un cuerpo  equivalente, es decir, a resolver el movimiento de una partícula sometida a un campo gravitatorio conservativo y que por tanto deriva de un potencial externo. Dado que el problema puede resolverse exactamente, el problema de los dos cuerpos correspondiente también puede resolverse con exactitud, excepto si uno de los cuerpos es irregular, en cuyo caso se vuelve irresoluble. Por el contrario, el problema de los tres cuerpos (y, más generalmente, el problema de {\displaystyle n} cuerpos con {\displaystyle n\geq 3}) no puede resolverse, excepto en casos especiales.

## Descripción del problema

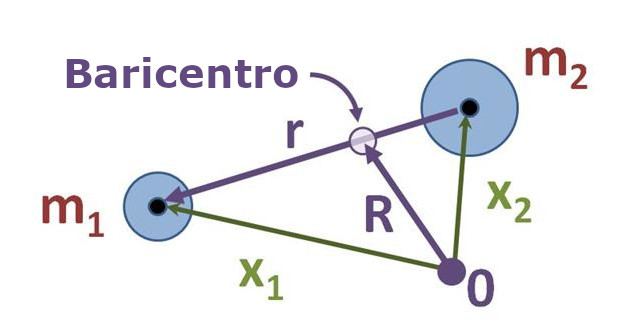
Coordenadas de dos cuerpos de Jacobi

Sean {\displaystyle \mathbf {x} _{1}} y {\displaystyle \mathbf {x} _{2}} vectores que indican la posición de dos cuerpos, y {\displaystyle m_{1}} y {\displaystyle m_{2}} sus masas. La segunda ley de Newton determina que 

{\displaystyle \mathbf {F} _{1,2}(\mathbf {x} _{1},\mathbf {x} _{2})=m_{1}{\ddot {\mathbf {x} }}_{1}}
{\displaystyle \mathbf {F} _{2,1}(\mathbf {x} _{1},\mathbf {x} _{2})=m_{2}{\ddot {\mathbf {x} }}_{2}}

donde {\displaystyle \mathbf {F} _{1,2}} es la fuerza en la masa 1 debido a su interacción con la masa 2, y {\displaystyle \mathbf {F} _{2,1}} es la fuerza en masa 2 respecto a la masa 1. Los dos puntos sobre los vectores de posición denotan la derivada segunda respecto del tiempo t, es decir, corresponde al vector de aceleración  
Nuestro objetivo es determinar las trayectorias {\displaystyle \mathbf {x} _{1}(t)} y {\displaystyle \mathbf {x} _{2}(t)} en todo instante {\displaystyle t}, dadas las posiciones iniciales {\displaystyle \mathbf {x} _{1}(t=0)} y {\displaystyle \mathbf {x} _{2}(t=0)} y las velocidades iniciales {\displaystyle \mathbf {v} _{1}(t=0)} y {\displaystyle \mathbf {v} _{2}(t=0)} (12 constantes en total).
Un truco importante para resolver el problema de dos-cuerpos es sumar y restar estas dos ecuaciones que descompone el problema en dos problemas. La suma produce una ecuación que describe el movimiento del centro de masas, y la resta da una ecuación que describe cómo varía con el tiempo el vector de posición entre las dos masas. Al combinar las soluciones a estos dos problemas de un-cuerpo se obtienen las soluciones de las trayectorias {\displaystyle \mathbf {x} _{1}(t)} y {\displaystyle \mathbf {x} _{2}(t)}.

## Movimiento del centro de masas (primer problema de un cuerpo)
La suma de las dos ecuaciones 

{\displaystyle m_{1}{\ddot {\mathbf {x} }}_{1}+m_{2}{\ddot {\mathbf {x} }}_{2}=(m_{1}+m_{2}){\ddot {\mathbf {x} }}_{cm}=\mathbf {F} _{12}+\mathbf {F} _{21}=0}

donde hemos usado tercera ley de Newton {\displaystyle \mathbf {F} _{12}=-\mathbf {F} _{21}} y donde

{\displaystyle \mathbf {x} _{cm}\equiv {\frac {m_{1}\mathbf {x} _{1}+m_{2}\mathbf {x} _{2}}{m_{1}+m_{2}}}}

es la posición del centro de masas (baricentro) del sistema. La ecuación resultante

{\displaystyle {\ddot {\mathbf {x} }}_{cm}=0}

muestra que la velocidad {\displaystyle {\dot {\mathbf {x} }}_{cm}} del centro de masa es constante, de lo que se deduce que la cantidad de movimiento total {\displaystyle m_{1}{\dot {\mathbf {x} }}_{1}+m_{2}{\dot {\mathbf {x} }}_{2}} también es constante (conservación de la cantidad de movimiento). De modo que pueden determinarse la posición y velocidad del centro de masa en cualquier instante dadas las posiciones y velocidades iniciales.

## Movimiento del vector de desplazamiento (segundo problema de un cuerpo)
Restando las dos ecuaciones de fuerza y reestructurando la ecuación 

{\displaystyle {\ddot {\mathbf {x} }}_{1}-{\ddot {\mathbf {x} }}_{2}=\left({\frac {\mathbf {F} _{12}}{m_{1}}}-{\frac {\mathbf {F} _{21}}{m_{2}}}\right)=\left({\frac {1}{m_{1}}}+{\frac {1}{m_{2}}}\right)\mathbf {F} _{12}}

donde hemos usado de nuevo la tercera ley de Newton {\displaystyle \mathbf {F} _{12}=-\mathbf {F} _{21}}.
Nosotros introducimos un nuevo vector {\displaystyle \mathbf {r} }

{\displaystyle \mathbf {r} \equiv \mathbf {x} _{1}-\mathbf {x} _{2}}

eso es el vector de posición de la masa 1 respecto de la masa 2. La fuerza entre los dos objetos solo es una función de este vector de posición {\displaystyle \mathbf {r} } y no de sus posiciones absolutas {\displaystyle \mathbf {x} _{1}} y {\displaystyle \mathbf {x} _{2}}: si no fuera así, se violaría la simetría de traslación, es decir, las leyes de la física cambiarían de un lugar a otro. Por consiguiente, la ecuación puede escribirse 
{\displaystyle \mu {\ddot {\mathbf {r} }}=\mathbf {F} (\mathbf {r} )}
donde {\displaystyle \mu } es la masa reducida
{\displaystyle \mu ={\frac {1}{{\frac {1}{m_{1}}}+{\frac {1}{m_{2}}}}}={\frac {m_{1}m_{2}}{m_{1}+m_{2}}}}
Una vez que hemos resuelto las ecuaciones {\displaystyle \mathbf {x} _{cm}(t)} y {\displaystyle \mathbf {r} (t)}, las trayectorias originales pueden obtenerse de las ecuaciones 
{\displaystyle \mathbf {x} _{1}(t)=\mathbf {x} _{cm}(t)+{\frac {m_{2}}{m_{1}+m_{2}}}\mathbf {r} (t)}
{\displaystyle \mathbf {x} _{2}(t)=\mathbf {x} _{cm}(t)-{\frac {m_{1}}{m_{1}+m_{2}}}\mathbf {r} (t)}
como puede verificarse por sustitución en las ecuaciones de definición de {\displaystyle \mathbf {x} _{cm}(t)} y {\displaystyle \mathbf {r} (t)}.

## Propiedades del movimiento

### El movimiento de dos cuerpos es plano
El movimiento de dos cuerpos siempre está en un plano. Como la fuerza al vector {\displaystyle \mathbf {r} } es {\displaystyle \mathbf {F} =\mu {\ddot {\mathbf {r} }}} definiremos la cantidad de movimiento de este cuerpo como la cantidad necesaria para que {\displaystyle {\frac {d\mathbf {p} }{dt}}=\mathbf {F} }, es decir {\displaystyle \mathbf {p} =\mu {\dot {\mathbf {r} }}}. Por otro lado el momento angular se define como:

{\displaystyle \mathbf {L} =\mathbf {r} \times \mathbf {p} }

Su derivada con respecto al tiempo es: 

{\displaystyle {\frac {d\mathbf {L} }{dt}}={\dot {\mathbf {r} }}\times \mathbf {p} +\mathbf {r} \times {\frac {d\mathbf {p} }{dt}}={\dot {\mathbf {r} }}\times \mu {\dot {\mathbf {r} }}+\mathbf {r} \times \mathbf {F} }

Y el primer término es nulo, pues {\displaystyle {\dot {\mathbf {r} }}\times \mu {\dot {\mathbf {r} }}=\mu ({\dot {\mathbf {r} }}\times {\dot {\mathbf {r} }})=\mathbf {0} }. Por tanto la variación con el tiempo del momento angular es igual al momento de fuerza {\displaystyle \mathbf {N} }

{\displaystyle {\frac {d\mathbf {L} }{dt}}=\mathbf {r} \times \mathbf {F} =\mathbf {N} }

Como la fuerza entre las dos partículas está en la línea que las une y por tanto es paralela al radio vector {\displaystyle \mathbf {F} \propto \mathbf {r} }, el producto vectorial entre el vector de posición y la fuerza es nulo {\displaystyle \mathbf {r} \times \mathbf {F} =0}. Así que el momento es nulo y el momento angular o cinético es constante. Si el vector momento angular {\displaystyle \mathbf {L} } es constante, entonces, el vector de posición {\displaystyle \mathbf {r} } y su velocidad {\displaystyle {\dot {\mathbf {r} }}} están siempre en el mismo plano, normal a {\displaystyle \mathbf {L} }.

### Ley de las áreas
Es útil a menudo cambiar a las coordenadas polares, ya que el movimiento está en un plano y, para muchos problemas físicos, la fuerza {\displaystyle \mathbf {F} (\mathbf {r} )} solo es una función del radio {\displaystyle r} (es una fuerza central). 
Al moverse durante un instante de tiempo, el vector de posición {\displaystyle {\vec {r}}} describe un área elemental {\displaystyle d{\mathcal {A}}} que vale: {\displaystyle d{\mathcal {A}}={\frac {r^{2}d\theta }{2}}}, así que la velocidad areolar o área barrida por el vector de posición en la unidad de tiempo es: {\displaystyle {\frac {d{\mathcal {A}}}{dt}}={\frac {r^{2}{\dot {\theta }}}{2}}}.
El módulo del momento angular es {\displaystyle L=\mu r^{2}\omega } donde {\displaystyle \omega \equiv {\dot {\theta }}}, puede demostrarse reemplazando la velocidad en coordenadas polares en {\displaystyle L=\mathbf {r} \times \mu {\dot {\mathbf {r} }}}. Así que se puede expresar la velocidad areolar en función del momento angular {\displaystyle {\frac {d{\mathcal {A}}}{dt}}={\frac {L}{2\mu }}={\frac {C}{2}}=cte} con {\displaystyle C=L/\mu \,} "constante de las áreas".
Esta ley de las áreas fue enunciada empíricamente por primera vez en 1609 por Johannes Kepler y explica el movimiento de los planetas alrededor del Sol constituyendo la segunda ley de Kepler. Conviene recalcar que este hecho es una propiedad general del movimiento de las fuerzas centrales y es por tanto más general que las fuerzas de la gravitación inversamente proporcionales al cuadrado de la distancia.
El movimiento de un planeta en el plano de su órbita, se compone de dos movimientos, uno el ángulo que gira el radio vector y el otro su acercamiento o alejamiento del primario, es decir la variación del módulo del radio vector con el tiempo. La ley de las áreas determina que, un cuerpo gira más rápido cuando está cerca y lento cuando está lejos y lo hace cuantitativamente, como para poder establecer el ángulo de giro, aunque resulta difícil. Para obtener el ángulo de giro E con el tiempo hay que expresar esta fórmula de otra manera:
{\displaystyle M=E-e\sin E\;}
Esta fórmula se denomina ecuación de Kepler, donde M es la anomalía media, e es la excentricidad y E la anomalía excéntrica.
Solo queda saber como varía {\displaystyle r} con el tiempo y eliminando t entre las dos ecuaciones obtener la órbita.

### La órbita
Newton dijo que "todo objeto en el universo atrae a otro objeto a lo largo de la línea que une el centro de los objetos, (fuerza central) proporcional a las masas de cada objeto, e inversamente proporcional al cuadrado de la distancia entre ellos."
Por la segunda ley de Newton la aceleración a es de la forma

{\displaystyle \mathbf {a} ={\frac {d^{2}\mathbf {r} }{dt^{2}}}=f(r){\hat {\mathbf {r} }}.}

En coordenadas polares la velocidad, asumiendo que la órbita está en el plano OXY vale:

{\displaystyle {\frac {d\mathbf {r} }{dt}}={\dot {r}}{\hat {\mathbf {r} }}+r{\dot {\theta }}{\hat {\boldsymbol {\theta }}},}

y la aceleración:

{\displaystyle {\frac {d^{2}\mathbf {r} }{dt^{2}}}=({\ddot {r}}-r{\dot {\theta }}^{2}){\hat {\mathbf {r} }}+(r{\ddot {\theta }}+2{\dot {r}}{\dot {\theta }}){\hat {\boldsymbol {\theta }}}.}

La aceleración en componentes y dado que solo tiene componente radial:
{\displaystyle {\ddot {r}}-r{\dot {\theta }}^{2}=f(r),}
{\displaystyle r{\ddot {\theta }}+2{\dot {r}}{\dot {\theta }}=0.}
Sustituyendo {\displaystyle {\ddot {\theta }}} y {\displaystyle {\dot {r}}}, la segunda ecuación queda:
{\displaystyle r{d{\dot {\theta }} \over dt}+2{dr \over dt}{\dot {\theta }}=0}
Separando variables:
{\displaystyle {\frac {d{\dot {\theta }}}{\dot {\theta }}}=-2{\frac {dr}{r}}.}
La integración resulta:
{\displaystyle \ln {\dot {\theta }}=-2\ln r+\ln \ell ,} donde hemos añadido la constante de integración.
Sabemos que momento angular específico (por unidad de masa) vale:
{\displaystyle \ell =r^{2}{\dot {\theta }}},
Tomando logaritmos:
{\displaystyle \ln \ell =\ln r^{2}+\ln {\dot {\theta }},}
Trescientos años de experiencia avalan el cambio de variable:
{\displaystyle r={\frac {1}{u}},}
Derivando:
{\displaystyle {\dot {r}}=-{\frac {1}{u^{2}}}{\dot {u}}=-{\frac {1}{u^{2}}}{\frac {d\theta }{dt}}{\frac {du}{d\theta }}=-\ell {\frac {du}{d\theta }},}
Volviendo a derivar y teniendo presente que {\displaystyle {\dot {\theta }}=u^{2}\ell }
{\displaystyle {\ddot {r}}=-\ell {\frac {d}{dt}}{\frac {du}{d\theta }}=-\ell {\dot {\theta }}{\frac {d^{2}u}{d\theta ^{2}}}=-\ell ^{2}u^{2}{\frac {d^{2}u}{d\theta ^{2}}}.}
La ecuación de movimiento en {\displaystyle {\hat {\mathbf {r} }}}
{\displaystyle {\ddot {r}}-r{\dot {\theta }}^{2}=f(r),} queda:
{\displaystyle {\frac {d^{2}u}{d\theta ^{2}}}+u=-{\frac {1}{\ell ^{2}u^{2}}}f\left({\frac {1}{u}}\right).}
La ley de Newton de la gravitación indica que la fuerza por unidad de masa es:
{\displaystyle f\left({1 \over u}\right)=f(r)=-\,{GM \over r^{2}}=-GMu^{2}}
donde G es la constante de gravitación universal y M es la masa de la estrella.
Resulta,
{\displaystyle {\frac {d^{2}u}{d\theta ^{2}}}+u={\frac {GM}{\ell ^{2}}}}
Esta ecuación diferencial tiene la solución general:
{\displaystyle u={\frac {GM}{\ell ^{2}}}{\bigg [}1+e\cos(\theta -\theta _{0}){\bigg ]}.}
donde e and θ0 son constantes arbitrarias de integración.
Reemplazando u por 1/r y haciendo θ0 = 0:
{\displaystyle r={1 \over u}={\frac {\ell ^{2}/GM}{1+e\cos \theta }}}
Esta es la ecuación de una cónica con excentricidad e y origen en un foco. Por tanto, la primera ley de Kepler es un resultado directo de la ley de la gravitación de Newton y de la segunda ley de Newton del movimiento.
θ recibe el nombre de anomalía verdadera normalmente se representa por V es el ángulo que forma el radio vector con el periastro y se relaciona fácilmente con la anomalía excéntrica E.
- Si 0<e<1, la órbita es una elipse
- Si e>1, la órbita es una hipérbola
- Si e=1, la órbita es una parábola

## Ejemplo de resultado en un caso prominente: gravitación y otros ejemplos de cuadratura inversa
El problema de los dos cuerpos es interesante en astronomía porque los pares de objetos astronómicos se mueven a menudo rápidamente en direcciones arbitrarias (por lo que sus movimientos se vuelven interesantes), están muy separados entre sí (por lo que no colisionarán) y aún más separados de otros objetos (por lo que las influencias externas serán lo suficientemente pequeñas como para ser ignoradas con seguridad).
Bajo la fuerza de gravedad, cada miembro de un par de tales objetos orbitará alrededor de su centro de masa mutuo en un patrón elíptico, a menos que se muevan lo suficientemente rápido como para escapar el uno del otro por completo, en cuyo caso sus trayectorias divergirán a lo largo de otras secciones cónicas planas. Si un objeto es mucho más pesado que el otro, se moverá mucho menos que el otro con referencia al centro de masa compartido. El centro de masa mutuo puede estar incluso dentro del objeto mayor.
Para la derivación de las soluciones del problema, véase Problema clásico de la fuerza central o Problema de Kepler.
En principio, las mismas soluciones se aplican a los problemas macroscópicos que implican objetos que interactúan no sólo a través de la gravedad, sino a través de cualquier otro campo de fuerza escalar que obedezca a una ley del cuadrado inverso, siendo la atracción electrostática el ejemplo físico más obvio. En la práctica, estos problemas rara vez se plantean. Salvo quizás en aparatos experimentales u otros equipos especializados, rara vez encontramos objetos que interactúen electrostáticamente y que se muevan lo suficientemente rápido, y en una dirección tal, como para evitar la colisión, y/o que estén lo suficientemente aislados de su entorno.
El sistema dinámico de un sistema de dos cuerpos bajo la influencia del par resulta ser una ecuación de Sturm-Liouville.

## Extensiones relativistas y cuántica

### Mecánica relativista
En mecánica relativista el problema de los dos cuerpos es más complicado debido a que no es posible postular una acción a distancia y por tanto el efecto de un cuerpo sobre otro depende, no de su posición actual, sino de su posición en un instante ligeramente anterior. Además el problema gravitatorio de los dos cuerpos ni siquiera admite una formulación exacta en la teoría de la relatividad especial y requiere del uso del formalismo de la teoría de la relatividad general, donde la geometría del espacio-tiempo es variable.
Además dos cuerpos que actúan uno sobre otro mediante interacciones electromagnéticas o gravitatorias deben emitir ondas electromagnéticas y gravitatorias, por lo que dicho problema siempre implicará la existencia de un campo continuo que radia energía desde el centro de masa hacia afuera. Esto impide el tratamiento del problema de los dos cuerpos como un sistema cerrado que conserva la energía total.

### Mecánica cuántica
El problema de los dos cuerpos atraídos por fuerzas electromagnéticas admite una solución en mecánica cuántica. De hecho el átomo hidrogenoide es un caso particular del problema de los dos cuerpos en su versión cuántica. Es notorio que en este caso el movimiento no es estrictamente plano. Por ejemplo los electrones estabilizados alrededor de un núcleo atómico tienen una probabilidad no nula de encontrarse en cualquier plano que contenga al núcleo a diferencia de lo que pasa con el problema de los dos cuerpos clásicos donde las partículas están siempre contenidas en un plano.